# Richard Raatzsch
Richard Raatzsch (* 1957 in Halle (Saale)) ist ein deutscher Philosoph. Seit 2008 ist er Professor und Inhaber des Lehrstuhls für Praktische Philosophie an der privaten EBS Universität für Wirtschaft und Recht auf Schloss Reichartshausen in Oestrich-Winkel im Rheingau (Deutschland).

## Biographie
Richard Raatzsch studierte Philosophie und Geschichte an der Martin-Luther-Universität Halle-Wittenberg. Nach der Promotion in Philosophie lehrte und forschte er an der Universität Leipzig, zunächst am Institut für Logik und Wissenschaftstheorie, dann am Institut für Philosophie. 1999 wurde er in Leipzig mit einer Arbeit zu Ludwig Wittgensteins Philosophischen Untersuchungen habilitiert, die 2003 unter dem Titel Eigentlich Seltsames. Wittgensteins Philosophische Untersuchungen. Ein Kommentar erschien. 2004 vertrat Raatzsch den Lehrstuhl für Politische Philosophie und Anthropologie an der Universität Potsdam. Ferner unterrichtete er zeitweise an den Universitäten Sankt Gallen (Schweiz) und Bergen (Norwegen). Ein Heisenberg-Stipendium ermöglichte ihm von 2006 bis 2008 einen Forschungsaufenthalt an der Universität Cambridge (England). Er ist „Life Member“ des Clare Hall College Cambridge. Seit 1996 gibt Raatzsch das internationale Periodikum Wittgenstein Studies heraus.

## Hauptarbeitsgebiete
Raatzsch beschäftigt sich im Schwerpunkt mit der Sprachphilosophie, der Philosophie des Geistes und der „Philosophie der Philosophie“. Zudem interessieren ihn handlungsorientierte Themen wie die Ethik und die politische Philosophie.

## Bücher (Auswahl)
- Philosophiephilosophie. Reclam, Stuttgart 2000.
- Eigentlich Seltsames. Wittgensteins Philosophische Untersuchungen. Ein Kommentar. Bd. 1: Einleitung und Kommentar PU 1-64. Schöningh, Paderborn – München – Zürich 2003.
- Autorität und Autonomie. mentis, Paderborn 2007.
- Apologizing Evil: Iago’s Case. Princeton University Press, Princeton – Oxford 2009.

## Aufsätze (Auswahl)
- PI 1 – Setting the Stage. In: Grazer Philosophische Studien 51 (1996), S. 47–84.
- Über Wesen und Wert der Vorurteile. In: Deutsche Zeitschrift für Philosophie 50 (2002), S. 646–653.
- Intending to Act Intentionally. In: conceptus 35 (2002/03), S. 103–108.
- Das Wesen der Welt sichtbar machen. In: Deutsche Zeitschrift für Philosophie 52 (2004), S. 445–465.
- On Knowing what One Does. In: Grazer Philosophische Studien 61 (2006), S. 251–283.